# 1040
1040 (MXL) var ett skottår som började en tisdag i den julianska kalendern.

## Händelser

### Mars
- 17 mars – Vid Harald Harfots död efterträds han som kung av England av sin halvbror Hardeknut, som redan är kung av Danmark sedan 1035. Vid Hardeknuts död två år senare upphör dock det danska väldet över England.

### Augusti
- 14 augusti – Duncan I stupar i strid mot sin kusin Macbeth, som efterträder honom som kung av Skottland.

### Okänt datum
- Sven Estridsson lämnar sin tjänst hos Anund Jakob.
- Pireus intas av väringar under ledning av Harald Hårdråde och en runristning tillkommer på Pireuslejonet (omkring detta år).

## Födda
- Rodrigo Diaz, greve av Bivar (i Burgos i Spanien), mer känd som El Cid
- Géza I av Ungern (omkring detta år)
- Sikelgaita, italiensk hertiginna av Apulian och Kalabrien.

## Avlidna
- 17 mars – Harald Harfot, kung av England sedan 1035
- 14 augusti – Duncan I, kung av Skottland sedan 1034
- 1 oktober – Alan III, hertig av Bretagne (förgiftad)